# Киплик, Дмитрий Иосифович
Киплик Дмитрий Иосифович (1865, Санкт-Петербург — 1942, Ленинград) — русский и советский живописец и педагог, автор трудов по технологии живописи.

## Биография
Дмитрий Киплик родился в Санкт-Петербурге в 1865 году. Учился в Императорской Академии художеств (1884 — 1892). С 1892 года участвовал в выставках, был членом и экспонентом Московского общества любителей художеств (с 1892), Московского товарищества художников (с 1893), Санкт-Петербургского общества художников. Писал портреты, пейзажи, жанровые картины. Преподавал в Высшем художественном училище при Академии художеств, во ВХУТЕМАС — ЛИЖСА (ныне — Институт имени Репина) . Изучал проблемы технологии живописи и техники фрески. Участвовал в росписи храма-памятника Александра Невского в Софии, в раскрытии фресок Кирилловской церкви в Киеве, руководил и участвовал в росписи храма преп. Сергия Радонежского в Бад Киссингене (Германия), если - как считают некоторые - и в Бад Гомбурге, то эта роспись не сохранилась. В 1920-х работал художником-реставратором в ГРМ. Автор трудов и учебников по технологии живописи.
Умер от голода в блокаду Ленинграда в марте 1942 г.
Произведения художника находятся в музеях и частных собраниях в России и за рубежом.

## Музейные собрания
- Государственный Русский музей